# Podparucic
Podporucik - gradul de ofițer șef (rang), în armata rusă introdusă de Petru I în 1703, precum și gradul în armatele unor țări din Europa de Est (Polonia, Cehoslovacia, Republica Cehă și altele).
În armata Imperiului Rus: rang de clasa a XIII-a în infanterie, clasa a XII în artilerie, Inginerie și X-clasa în Garda până la 1884.
Mai departe - clasa X în gărzi și clasa XII în alte arme. Odată cu eliminarea în 1884 pentru rang timp de pace a fost plutonier rangul primul ofițer în toate tipurile de arme, cu excepția cavalerie și cazaci trupe, unde a corespondat rândurile Cornet, Cornet, secretar provincial în serviciul public.
În forțele armate ale Federației Ruse, rangului de podporucik corespunde aproximativ rangului de "locotenent junior"